# Odsadnia

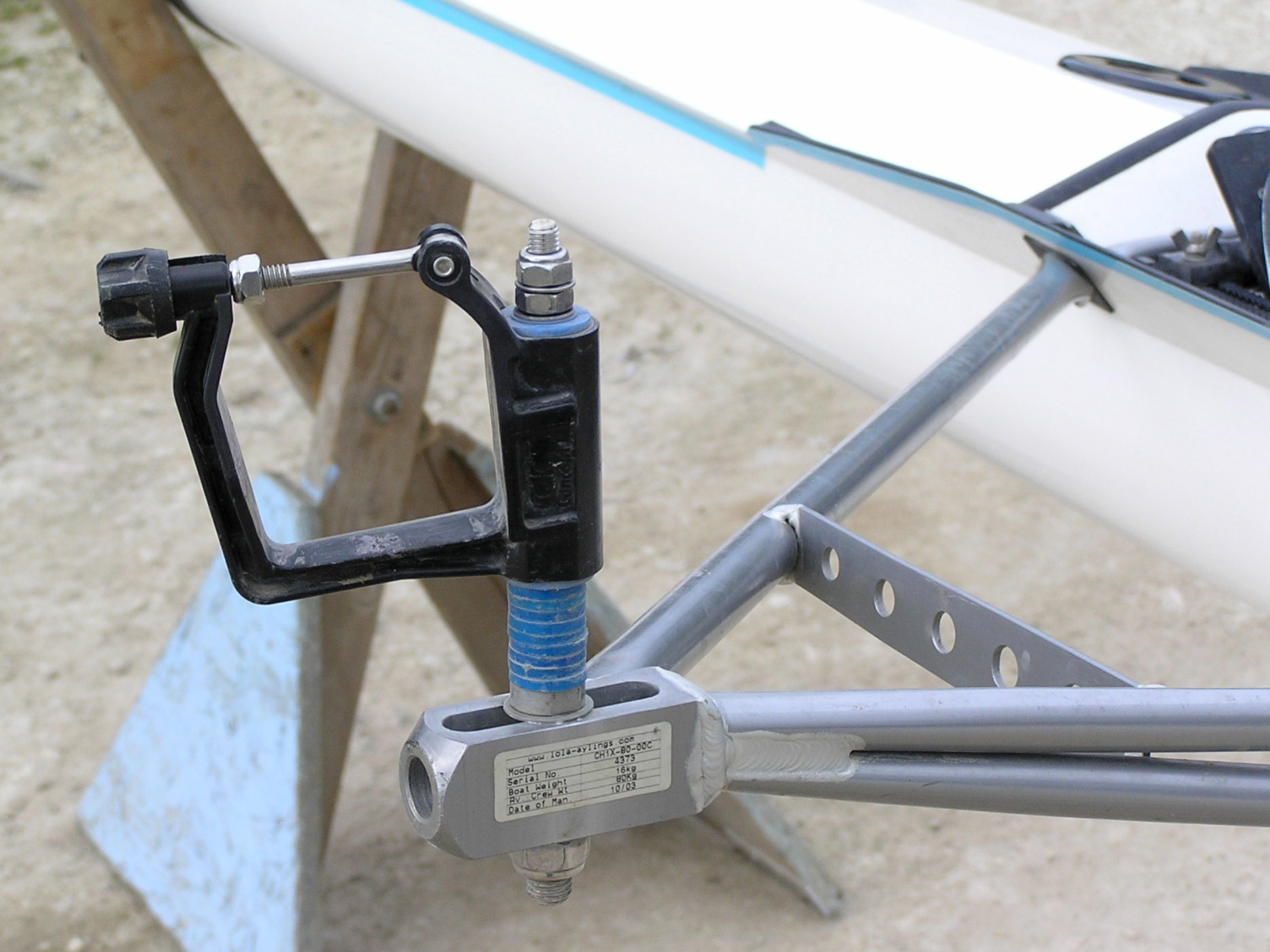
Aluminiowa odsadnia z przykręconą dulką

Odsadnia – element wystający poza boczny obrys łodzi wioślarskiej, przymocowany do burty. Do odsadni przymocowana jest dulka, która utrzymuje wiosło w odpowiedniej pozycji. Odsadnie wykonywane są z aluminium lub mieszanek włókna węglowego i szklanego. Wyróżniamy kilka typów odsadni: skrzydłowa, wsteczna oraz tradycyjna typu EURO - wszystkie one są zamocowane na trwałe do burty łodzi.
Na początku lat 80. XX wieku w wyczynowych łodziach wioślarskich zastosowano ruchome odsadnie - wynalezione znacznie wcześniej, bo w roku 1877. Odsadnie takie zwiększały efektywność ruchu łodzi - wyeliminowały przesunięcia masy wioślarza spowodowane faktem, iż wioślarz w tradycyjnej łodzi przesuwa się na ruchomym wózku wioślarskim, podczas gdy w łodzi z ruchomymi odsadniami zawodnik siedzi na nieruchomym siodełku. Międzynarodowa Federacja Wioślarska FISA zakazała jednak zawodnikom wykorzystania ruchomych odsadni w roku 1984.